# Cyro Monteiro
Pour les articles homonymes, voir Monteiro.
Cyro Monteiro, né le 28 mai 1913 à Rio de Janeiro et mort le 13 juillet 1973 dans la même ville, est un chanteur et compositeur brésilien.

## Biographie

### Enfance
Cyro Monteiro naît le 28 mai 1913 au 68 Rua D. Alice (aujourd'hui Rua General Belford). Ses parents étaient Ildefonso Monteiro, dentiste, capitaine de réserve et fonctionnaire et Luísa Monteiro, femme au foyer. Il a huit frères et sœurs, tous baptisés avec des prénoms commençant par la lettre « c » : Celso, Célia, Careno, Celma, Cícero, César, Cássio et Cenira.
Dès l'âge de deux ans, Cyro et sa famille déménagent constamment : ils se rendent d'abord au 1 005 Alameda São Boaventura à Niterói. Puis, en 1924, ils déménagent au nº 22 Travessa Santa Rosa, où ils restent jusqu'à ce que Cyro ait 15 ans. De 1928 à 1938, ils vivent à la Rua Cruzeiro (actuellement 5 de Julho).
Cyro fréquente l'école primaire au Grupo Escolar Alberto Brandão puis, à l'âge de 12 ans, il entre à l'Escola Profissional Washington Luís. À 16 ans,  il quitte l'école et entre à l’Instituto de Humanidades, où il reste jusqu'à l'âge de 19 ans.

### Carrière musicale

#### Début et passage au Rádio Clube
Il a l'habitude de chanter de manière informelle lors de fêtes de quartier. Inspiré par des duos tels que Chico Alves & Mário Reis, Jonjoca & Castro Barbosa et Sílvio Caldas & Luís Barbosa ; Cyro forme un partenariat avec son frère Careno. Les deux sont accompagnés à la guitare par Eliziário Peixoto (dit "Cadete"), le frère de leur mère et le père de Cauby Peixoto.
Ensemble, ils se produisent régulièrement sur Rádio Clube do Brasil. Par l'intermédiaire du pianiste Nonô, qui a l'habitude de s'entraîner chez les Monteiro, où il y a un piano, le couple a  l'occasion de rencontrer Sílvio et Luís. Careno refuse parce qu'il est trop timide et Cyro interprète un répertoire tout seul.
Quelque temps plus tard, Silvio l'invite à remplacer Luís, qui a signé un contrat d'exclusivité avec Rádio Mayrink Veiga. Cyro fait ses débuts dans l'émission Casé avec Silvio à la fin de l'année 1933, se produisant également comme choriste avec d'autres chanteurs tels qu'Antônio Moreira da Silva.
Cependant, moins d'un mois plus tard, Cyro démissionne car il ne peut accepter la fin du partenariat avec son frère, laissant Silvio et Careno lui-même très déçus.

#### Carrière à Radio Mayrink et premiers disques
En 1934, alors qu'il joue comme milieu de terrain au Fluminense de Niterói, Cyro rencontre Patacho, un coéquipier qui travaille chez Mayrink. Le joueur le présente au chef d'orchestre Napoleão Tavares, qui lui fait passer un essai (lors d'une représentation avec Custódio Mesquita) et l'approuve.
Cyro est engagé pour un montant de 25 000 réis par programme. Deux ans plus tard, il est promu « troupe d'élite » du radiodiffuseur, gagnant 300 000 réis par mois et rejoignant Carmen et Aurora Miranda, Francisco Alves, Mário Reis, João Petra de Barros, Noel Rosa, Luís Barbosa, Patrício Teixeira, Muraro et d'autres. La même année, il rencontre la chanteuse Odete Amaral, avec laquelle il entame une relation et qu'il épouse en 1937. C'est à Mayrink qu'il consolide sa technique consistant à toujours s'accompagner d'une boîte d'allumettes pour donner le rythme.
Toujours en 1936, il sort son premier disque pour Odeon, avec Perdoa d'un côté et Vê se Desguia de l'autre.

#### Carrière defreelancer, autre travail et maladie

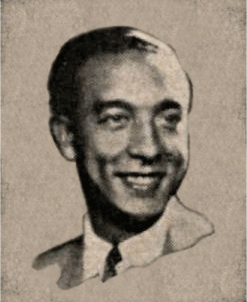
Cyro Monteiro en 1942.

En 1937, à la suite d'une rumeur - qui ne s'est finalement pas concrétisée - faisant état d'un licenciement massif à la station de radio, il prend la première initiative et quitte la station. Il commence à travailler en tant que freelancer, se produisant sur Rádio Philips, Clube, Rádio Educadora do Brasil, Rádio Ipanema et d'autres stations de radio pour des cachets de 25 000 ou 30 000 réis.
Il rejoint également la chorale de RCA Victor, aux côtés d'Almirante, Castro Barbosa, Odete et Violeta Cavalcanti. La même année, il enregistre son premier grand succès, Se Acaso Você Chegasse, de Lupicínio Rodrigues et Felisberto Martins.
En 1938, il commence également à travailler comme compositeur, généralement en collaboration avec Dias da Cruz. L'année suivante, il enregistre quatre disques pour RCA.
En 1956, il apparaît comme acteur dans la pièce Orfeu da Conceição, de Vinicius de Moraes (qui le considère comme « le plus grand chanteur populaire brésilien de tous les temps », avec João Gilberto pour seul rival). Dans les années 1950 et 1960, il participe à des émissions de télévision telles que O Fino da Bossa et Bossaudade, enregistre des albums et se produit dans de nombreux spectacles,.
Après s'être séparé d'Odete, Cyro s'installe à Catete. Pendant un an, il remplace Mayrink par la Rádio Nacional, mais il annule rapidement cette décision.
En 1953, il est informé qu'il a le bacille de Koch dans le poumon gauche. Pendant huit ans, il a du mal à parler, à chanter et à faire des efforts, mais il enregistre quelques disques pour Rio, Todamérica et Odeon. Il subit une thoracoplastie (opération chirurgicale consistant à modifier la cage thoracique en ajoutant ou en retirant des côtes ; dans le cas de Cyro, trois côtes sont enlevées) pour se débarrasser de la maladie.
En 1961, le chanteur reprend une carrière normale et sort le LP Senhor Samba, qui lui vaut le prix du meilleur album de l'année. Tout au long des années 1960, outre les programmes télévisés mentionnés ci-dessus, il participe à d'autres projets, tels que Telecoteco Opus n° 1, d'Oduvaldo Vianna Filho, Teresa Aragão et de Sérgio Cabral (1965) et le disque De Vinicius e Baden Especialmente para Cyro, d'Elenco.

### Mort
Cyro meurt d'une cirrhose le 13 juillet 1973, à l'âge de 60 ans. Il est inhumé au cimetière São João Batista de Rio de Janeiro.

## Discographie
(Listes établies d'après le Dicionário Cravo Albin da Música Popular Brasileira et Ronaldo Conde Aguiar.)

### 78 tours
- 1936 "Perdôa" / "Vê Se Desguia"
- 1938 "Pomba serena"
- 1938 "Se acaso você chegasse" / "Ela não compreende"
- 1939 "Eu sou um" / "Enquanto a cidade dormia"
- 1939 "Tua beleza" / "Oh! Seu Oscar"
- 1939 "Mania da falecida" / "Que vida é essa"
- 1939 "Sinhá, Sinhô" / "Bem querer"
- 1940 "O bonde de São Januário" / "Morena brasileira"
- 1940 "Vida apertada" / "Acabou a sopa"
- 1940 "Linda Iaiá" / "Você quis saber da minha vida"
- 1940 "Briga de amor" / "Quem gostar de mim"
- 1940 "Sim, sou eu" / "Tá maluca"
- 1940 "Beijo na boca" / "Bonito papel, hein?"
- 1940 "Quero essa!" / "Gosto de te ver cantando"
- 1940 "Tive um prazer" / "Chamei pelo teu nome"
- 1941 "Quem engorda porcos é o Pacheco" / "Vamos saravá"
- 1941 "Sopa de concha" / "Não vá atrás de ninguém"
- 1941 "Ai, ai, ai, ai, ai! Eu gosto de você" / "Chica, Chica, bum, chic"
- 1941 "Ela não teve paciência" / "Quem fica mal sou eu"
- 1941 "Se eu lhe perder" / "Criança louca"
- 1941 "Será possível?" / "Você é meu xodó"
- 1941 "A mulher que eu gosto" / "Dinheiro não é semente"
- 1941 "Rosinha"
- 1941 "Dama de ouro"
- 1941 "Linda flor da madrugada"
- 1941 "Esquimó" / "Ela bateu a janela"
- 1941 "Os quindins de Iaiá" / "Qué-qué-qué-ré"
- 1942 "Maluquinha pra dançar" / "Quem é que está com a razão"
- 1942 "Aquela dama" / "Que é isso Isabel"
- 1942 "Essa mulher tem qualquer coisa na cabeça" / "Quem canta de graça é galo"
- 1942 "Falta de consciência" / "Boa companheira"
- 1942 "Eu queria" / "Professora de latim"
- 1942 "Quando ela samba" / "Botões de laranjeira"
- 1942 "Regra de bom viver" / "Fonte de amor"
- 1942 "Hildebrando" / "Faz um homem enlouquecer"
- 1942 "Quem me dera" / "Dance comigo"
- 1943 "Oh! Seu Djalma" / "O vestido que eu dei"
- 1943 "Não faça isso" / "Boêmio regenerado"
- 1943 "Samda de Copacabana" / "Não te doi a consciência"
- 1943 "Apelo final" / "Apresenta-me aquela mulher"
- 1943 "Domine a sua paixão" / "Não são todas iguais"
- 1943 "Você está sumindo" / "Minha homenagem"
- 1943 "Beija-me" / "Saudade de Tereza"
- 1943 "Vem surgindo a Avenida" / "O diabo da mulher"
- 1943 "Vira esses olhos pra lá" / "Cruel decepção"
- 1943 "Doce de coco" / "Senta lá na mesa"
- 1943 "Até quarta-feira" / "Só você"
- 1944 "Anita" / "A razão estava comigo"
- 1944 "Agredece a deus" / "Voltei mas era tarde"
- 1944 "Pobre coração" / "Meu lema de vida é este"
- 1944 "Crioulo sambista" / "A maior mulher do mundo"
- 1944 "Balbina" / "De cor de rosa"
- 1944 "Mariá" / "Pensando no futuro"
- 1944 "Falsa baiana" / "Duzentos e doze"
- 1944 "Ouro de lei" / "Saudades dela"
- 1944 "Tire a mão do meu bolso" / "Não vai Maria"
- 1944 "Vale ouro" / "A mim você não engana"
- 1945 "O dono da razão" / "Quem é que não quer?"
- 1945 "Não é a primeira vez" / "Cravo branco"
- 1945 "Pra minha morena sambar" / "Perdeu-se uma pequena"
- 1945 "Tentação divina" / "Minha diferença"
- 1945 "Boogie-woogie na favela" / "Obrigação"
- 1945 "Aquele bilhetinho" / "O bebê da madame"
- 1945 "Os quindins de Iaiá" / "Brigas de amor"
- 1945 "Moleque vagabundo" / "A saudade me devora"
- 1945 "Tentação" / "olha que maçada"
- 1945 "Samba lelê, samba lalá" / "Sem meu tamborim não vou"
- 1946 "Samba de Realengo" / "ôp, ôp, ôp"
- 1946 "Trabalha" / "Louco por mulher"
- 1946 "Aliança de casada" / "Pau no burro"
- 1946 "Ai mãezinha" / "Até hoje não voltou"
- 1946 "Calvário de amor" / "Santo Antônio amigo"
- 1946 "Rugas" / "O que se leva dessa vida"
- 1946 "Abriu-se o pano" / "Decepção"
- 1946 "Golpe errado" / "Você tem casa e comida"
- 1946 "Deus me perdoe" / "O mandarim"
- 1947 "Por favor, seu doutor" / "Vivo bem"
- 1947 "Meu pandeiro" / "Meu trabalho"
- 1947 "Pisei num despacho" / "Indecisão"
- 1947 "Não vejo ninguém" / "Dentro da capela"
- 1947 "Rei pequeno" / "Tenha dó de mim"
- 1948 "Beijo" / "Isabel" / "
- 1949 "O trombone do Tribuza" / "Meu poema"
- 1949 "Sereia de Copacabana" / "Vem brincar no meu país
- 1950 "Maria sambou" / "Os coroas tem cartaz"
- 1955 "Tá na cara" / "Fim de Saíra"
- 1955 "Vida mansa" / "Petição"
- 1955 "Mataram o meu samba" / "uma de reserva"
- 1955 "Tem que rebolar(Com Mariúza)" / "Escurinho"
- 1956 "Deixa isso pra lá" / "Vago simpático"
- 1956 "O barão na dança" / "Nega Luzia"
- 1957 "Meu assunto é sambar" / "Sou um barco"
- ca.1961 "Sacode Carola" / "Entre beijos e carinhos"
- ca.1961 "Entrego a Deus" / "Samba oficial"
- 1961 "Quatro loucos num samba" / "Liberdade demais"
- 1962 "Pelo cano" / "Certa Maria"

### LPs, 45 tours et CDs
- 1961 - Senhor Samba
- 1966 - A Bossa Eterna de Elizeth e Cyro
- 1969 - A Bossa Eterna de Elizeth e Cyro - vol. 2
- 1969 - Meu Samba, Minha Vida
- 2000 - Raízes do Samba: Cyro Monteiro
- 2004 - Cyro Monteiro: Mestre do Samba

## Filmographie
- 1945 Não Adianta Chorar[17].
- 1946 Fantasma por Acaso[17].
- 1946 Segura Esta Mulher[17].
- 1947 Este Mundo É um Pandeiro[17].
- 1948 Poeira de Estrelas[17].
- 1949 O Dominó Negro[17].
- 1949 Estou Aí?[17].
- 1950 Todos Por Um[17].
- 1952 Destino[17].
- 1962 Esse Rio que Eu Amo[17].
- 1965 Samba[17].